# Rodgersia sambucifolia
Rodgersia sambucifolia là một loài thực vật có hoa trong họ Saxifragaceae. Loài này được Hemsl. miêu tả khoa học đầu tiên năm 1906.